# Baby by Me
Baby By Me est une chanson du rappeur américain 50 Cent, sortie le 10 septembre 2009 en tant que premier single de son quatrième album studio, Before I Self Destruct. La chanson a été produite par Polow da Don et contient une apparition du chanteur américain de R&B Ne-Yo .